# (I Wanna) Make Love to You
Singles de Johnny Hallyday
Requiem pour un fou (live Parc des Princes 93)
(1993) Love Affair
(1995)
Clip vidéo
[vidéo] « I Wanna Make Love to You », sur YouTube
(I Wanna) Make Love to You est une chanson du chanteur, compositeur et producteur américain Bobby Womack issue de son album de 1986 Womagic. En décembre de la même année sa version originale a atteint la 57e place au classement R&B du Billboard américain.
En 1994 la chanson a été reprise par Johnny Hallyday sur son album anglophone Rough Town. Le 21 septembre 1994, deux semaines avant la sortie de l'album, elle est parue en single et a débuté à la 18e position du classement hebdomadaire français publié par le SNEP.

## Développement et composition
La chanson a été écrite et composée par Jerry Lynn Williams. L'enregistrement de Bobby Womack a été produit par Chips Moman et Bobby Womack, l'enregistrement de Johnny Hallyday a été produit par Chris Kimsey.

## Listes des pistes

### Version de Bobby Womack
Single 7" 45 tours — 1986,  MCA 258 460-7, Allemagne
1. (I Wanna) Make Love To You (3:43)
2. Whatever Happened To The Times? (6:22)[2]

Single maxi 12" 45 tours — 1986, MCA 258 459-0, Allemagne
1. (I Wanna) Make Love To You (4:22)
2. Whatever Happened To The Times? (Special Remix Radio Version) (6:22)[2]

### Version de Johnny Hallyday
Single CD — 1994, Philips / Phonogram 858 104-2, Europe
1. I Wanna Make Love to You (Edit) (3:27)
2. Before You Change Your Mind (4:04)[4]

Single maxi CD — 1994, Phonogram 856 105-2, Allemagne
1. I Wanna Make Love to You (Edit) (3:27)
2. I Wanna Make Love to You (4:28)
3. Before You Change Your Mind (4:04)[5]

## Classements

### Version de Bobby Womack
| Classement (1986)              | Meilleure position |
| ------------------------------ | ------------------ |
| États-Unis (R&B/Hip-Hop Songs) | 57                 |

### Version de Johnny Hallyday
| Classement (1994) | Meilleure position |
| ----------------- | ------------------ |
| France (SNEP)     | 18                 |